# Iustin Pârvu
El Archimandrita Iustin Pârvu (también escrito "Justin Pârvu") fue un sacerdote de la Iglesia Ortodoxa de Rumanía, nacido en la comunidad Poiana Largului, distrito Neamţ, el 10 de febrero de 1919 y fallecido en el monasterio de la aldea Petru Vodă, el 16 de junio de 2013. Fue un reconocido duhovnic o Padre Espiritual, además de ser el stárets del Monasterio Petru-Vodă. Además, es considerado, junto a Cleopa Ilie, Arsenie Boca, Ioanichie Balan, Dumitru Staniloae y Arsenie Papacioc, como uno de los más importantes representantes del ortodoxismo rumano contemporáneo.

## Orígenes
Nacido en el seno de una familia campesina, Iosif (nombre con el cual fue bautizado al nacer), tuvo como padres a Gheorghe y Ana, y como hermanos a Ioana, Tănasă, Neculai y Elisabeta, siendo el más pequeño. Fue educado estrictamente bajo las formas dictadas por la tradición ortodoxa, algo explicable si se toma en cuenta que la región moldova rumana se caracteriza por su alta concentración de monasterios, en los que se mantiene inalterable la más pura enseñanza proveniente desde los inicios de la Iglesia Ortodoxa Rumana.

## Inicios en la vida monástica

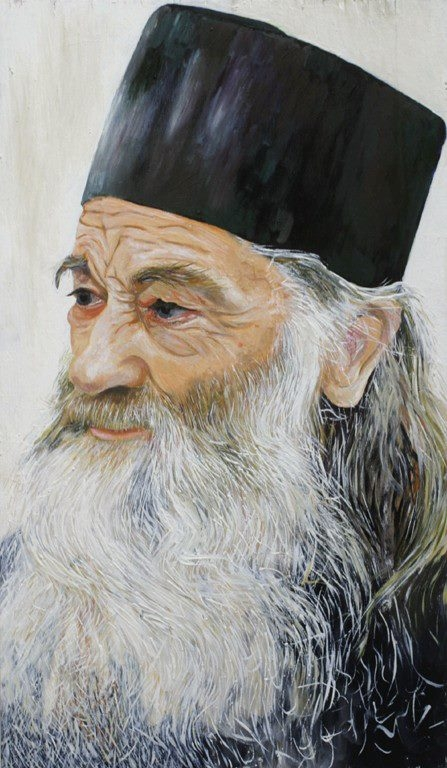
Iustin Pârvu by Paul Mecet

Como él mismo ha relatado, el deseo de tomar los hábitos monacales vino luego de un sueño acontecido en su adolescencia. Del contacto permanente con monjes y sacerdotes de la región, el entusiasmo por adoptar una forma de vida ascética y dedicada a la contemplación fue apareciendo paulatinamente. Así, en el año 1936 entra al Monasterio Durau en el que es aceptado como monje principiante, cuaindo tenía 17 años. Sobre los casi tres años que estuvo ahí, recuerda el Padre Iustin:
"Lo más importante que me ha quedado de esos años en Durau, es que ahí conocí a grandes hombres de nuestra Iglesia, porque ahí pude participar, por ejemplo, de las discusiones entre el Patriarca Nicodim Munteanu y el Metropolita de Moldova Irineu Mihalcescu (...) quienes luego tuvieron un final como mártires, siendo maltratados, perseguidos y posteriormente asesinados"
Después de casi tres años, fue enviado al Seminario monástico de Cérnica, en Ilfov, cerca de Bucarest. Ahí desarrolló un extenso programa de formación académica, hasta que, no sin algunas dificultades de diversa índole, completó cuatro años de estudios en aquel lugar. También ahí escuchó hablar, por primera vez, de las milicias religiosas que empezaban a florecer en Rumanía bajo el nombre de movimiento legionario o "Guardia de Hierro". El quinto año de Seminario lo realizó en la localidad de Ramnicu Valcea y, posteriormente, fue trasladado al Seminario de la ciudad de Roman. Mientras tanto, en el año 1939 fue oficialmente tonsurado como monje. Entre los años 1942 y 1944, con la Segunda Guerra Mundial en pleno desarrollo, funge como misionario al frente del Este, en las cercanías de Odesa. Una vez cesado el conflicto bélico, regresa a Roman, en donde es testigo directo, en los años posteriores, de la fuerte oposición de la mayoría de los ciudadanos de esa área, a la ocupación de las tropas soviéticas. De ese roce emerge una nueva problemática social, alimentada por la cercanía del régimen rumano al poder de la URSS. De esta forma, se imponen nuevas formas de control y vigilancia sobre la población, especialmente sobre aquellos que, como muchos religiosos, se manifestaban abiertamente o en privado, favorables a un resurgimiento del nacionalismo rumano, mismo que también era defendido por el movimiento promovido por los legionarios

## En prisión
La noche del 14 de mayo de 1948, estando de regreso en el Seminario de Roman, ya como sacerdote, es arrestado en un extenso operativo dirigido por la incipiente "Securitate", en el que también fueron capturados otros religiosos, maestros y abogados, entre otros, sospechosos de tener ideas nacionalistas. Siendo procesado en Suceava, y condenado a 16 años de cárcel, es enviado como prisionero al ya tristemente célebre centro penitenciario de Aiud, en donde también ya se encontraban recluidos reconocidos personajes y representantes de la cultura rumana de la época, como Radu Gyr, Vasile Voicolescu y Nichifor Crainic. En Aiud, el P. Iustin Parvu conoce las formas más crueles del internamiento por motivos políticos, religiosos o ideológicos: los programas de exterminación y de reeducación. 
Luego de algún tiempo sometido a trabajos forzosos en extracción de minerales, es conducido a las prisiones de Gherla, Periprava y Baia Sprie, en las que no cesa el régimen de maltrato físico y mental al que ha sido sometido desde su aprehensión. 
Finalmente es liberado en mayo de 1964, cuando expiraba el período de su condena y al mismo tiempo que el gobierno de Gheorghe Gheorghiu-Dej ordenaba, mediante un decreto gubernamental, la liberación de todos los prisioneros políticos.

## Monasterio Petru Vodă
Tras un período de incertidumbre por la constante vigilancia a la que siguió sometido después de ser puesto en libertad, el P. Iustin Pârvu decide retraerse nuevamente a la vida monacal estableciéndose primero en el Monasterio de Putna, brevemente, y luego, en el Monasterio Secu, en donde permanece cerca de ocho años. Posteriormente se traslada al Monasterio Bistriţa, siendo uno de los sacerdotes oficiantes de ahí durante catorce años, retornando otra vez al Monasterio Secu, pero ya con la idea de fundar un propio monasterio, como un lugar santo para recordar a los mártires que compartieron la prisión con él. Así, en 1991 se concreta el proyecto de fundación del Monasterio Petru Vodă, llamado así por ubicarse en la aldea del mismo nombre, lugar en el que desarrolló parte de su infancia y en el que sus padres asentaron su herencia. Contando con la ayuda de los lugareños, la primera fase del monasterio fue terminada ese mismo año. Luego vendrían los otros trabajos que llevaron aún más tiempo, entre ellos la creación de un monasterio para monjas, un hogar para niños y una escuela, que fueron finalizados en el año 2000 y que distan aproximadamente 2 km de aquel principal. Asimismo, en el año 2008, además de ser nombrado Archimandrita, fueron inaugurados el hospital y el asilo para ancianos "San Pantelimón", que vinieron a completar el trabajo social de un complejo monástico que ha dado un paso más allá de la oración contemplativa. 
 

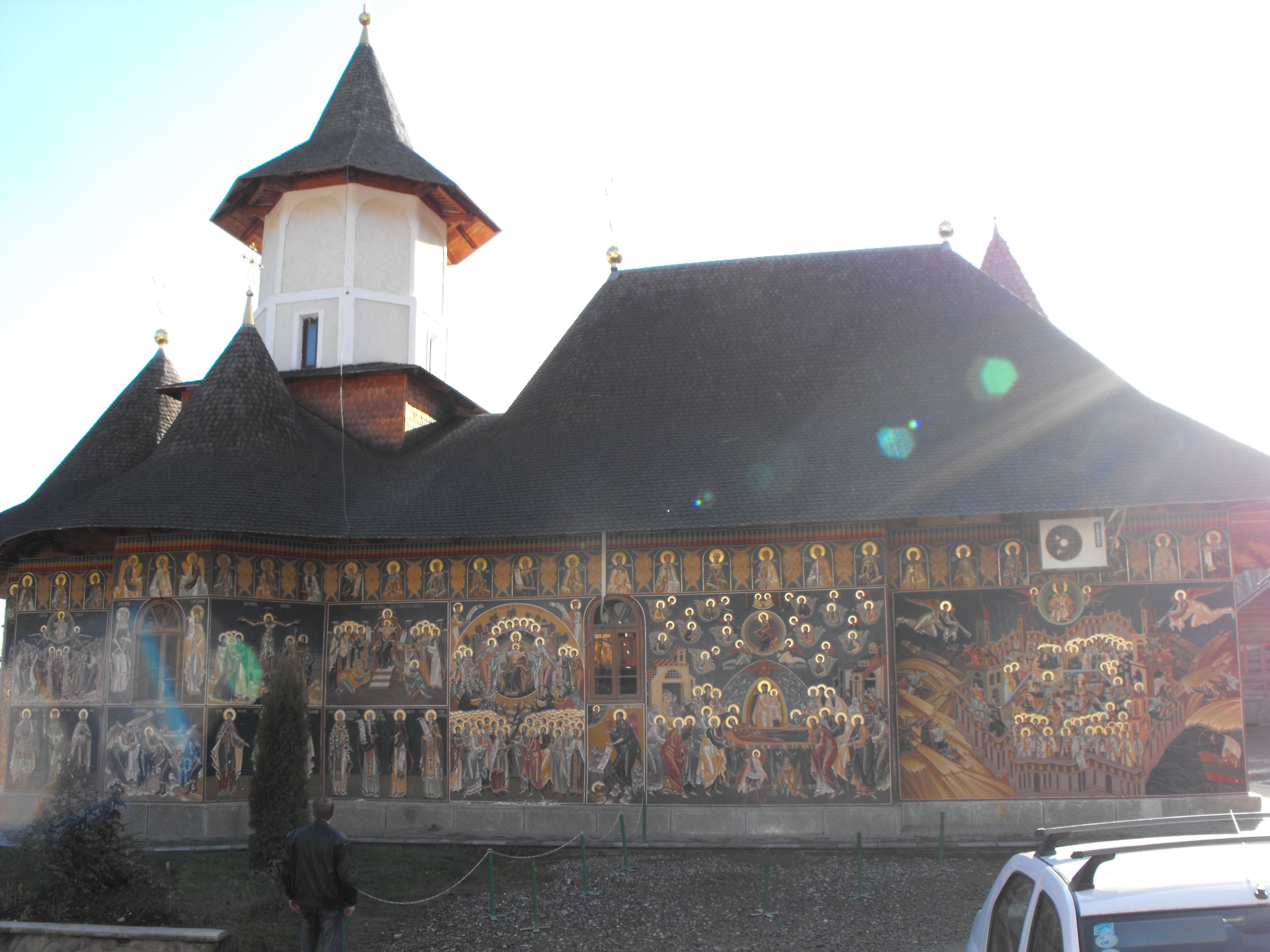
Templo del monasterio

La iglesia principal del monasterio está dedicado a los arcángeles Miguel y Gabriel y en su interior también se ha dispuesto una pequeña urna conteniendo restos óseos de mártires del régimen de N. Ceauşescu. 
 

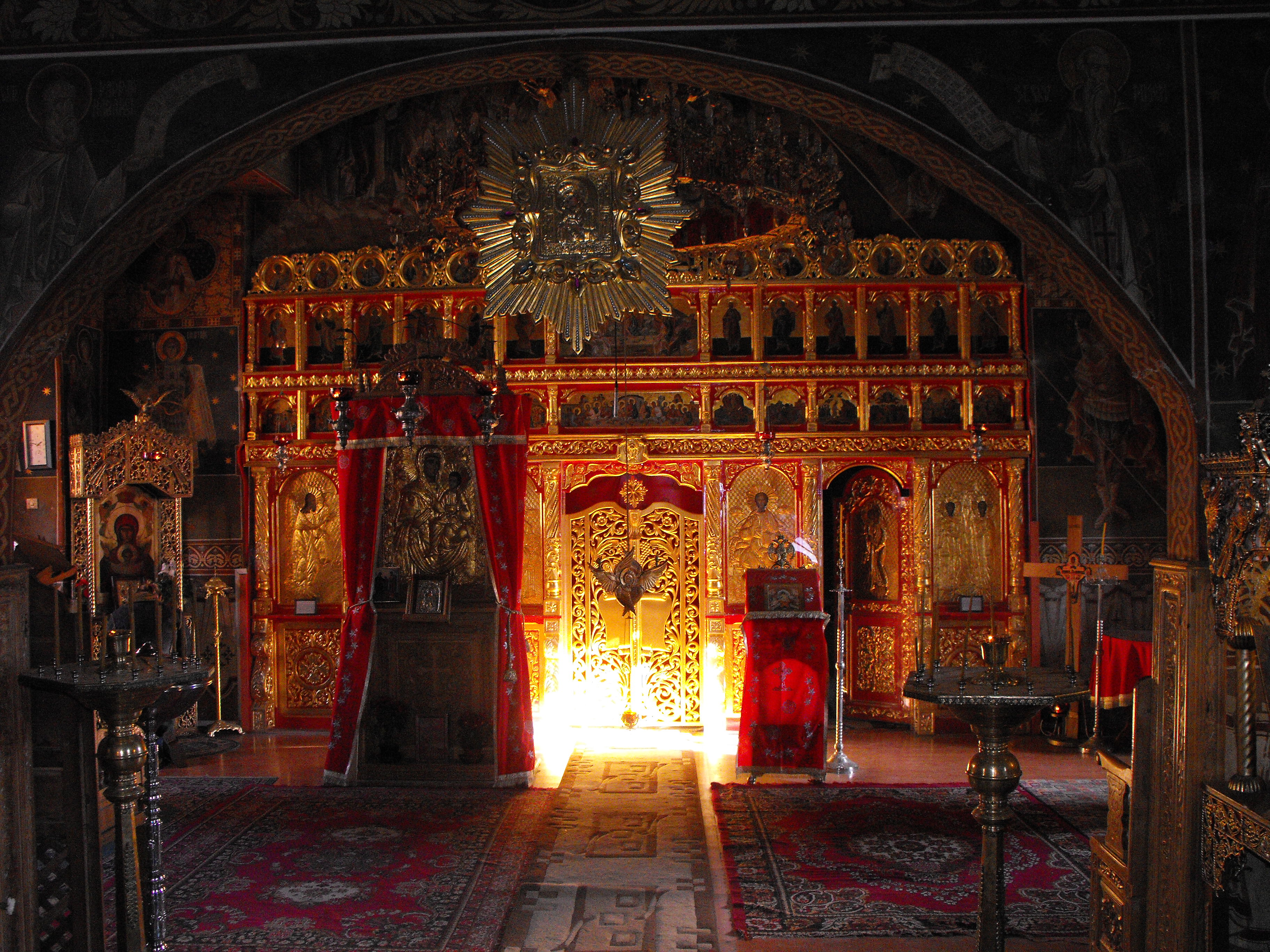
Iconostasis del Monasterio Petru Voda

Actualmente el Monasterio Petru Voda es uno de los más visitados de la región y centro de peregrinaciones desde muchos puntos de Rumanía y de Basarabia. Para esto, se ha construido un pequeño complejo de edificios al estilo tradicional del país, en los que se ofrece hospedaje y alimentación gratuita a los visitantes. 

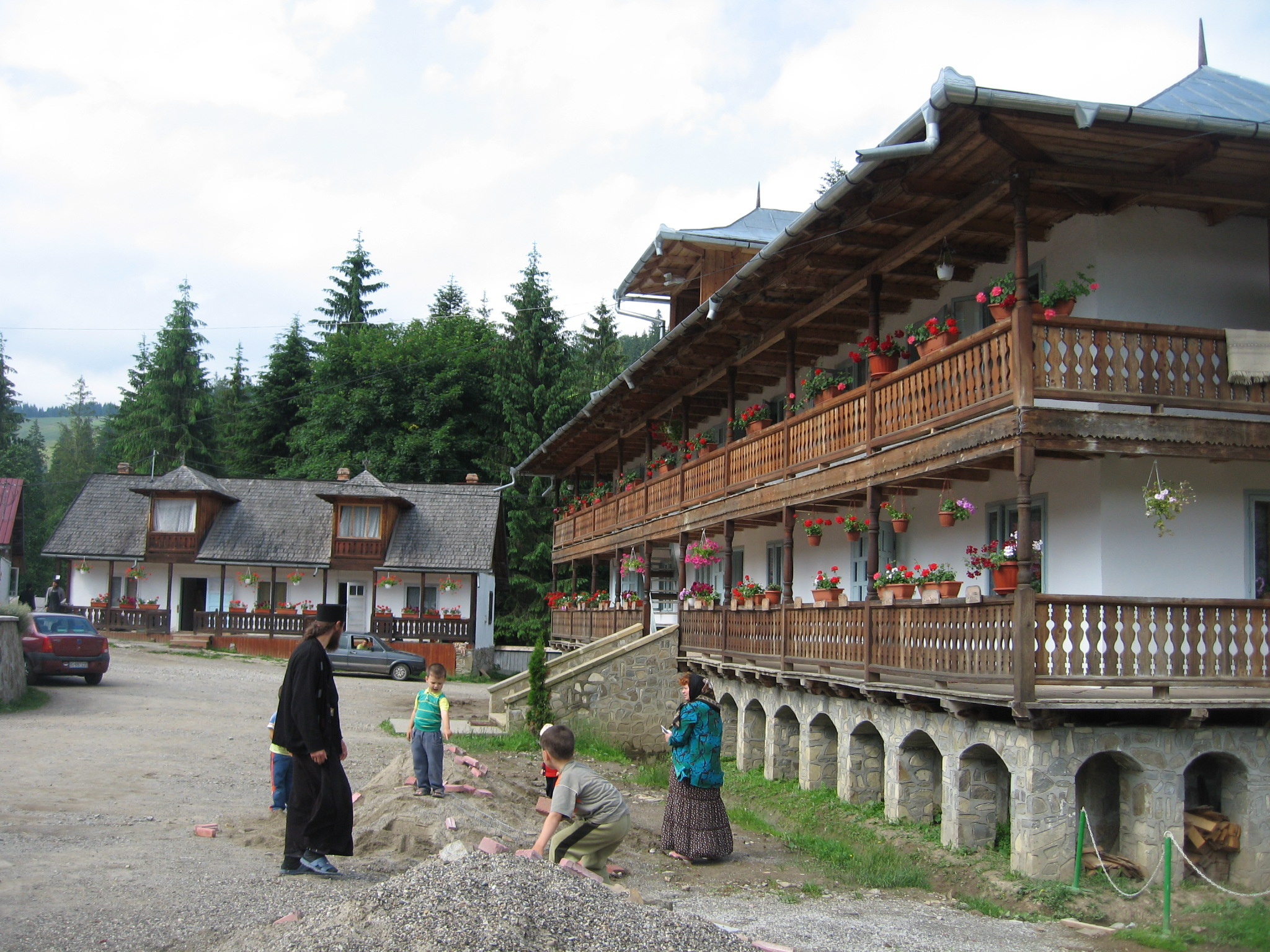
Área de habitaciones para monjes y peregrinos

## Pensamiento
La línea de pensamiento del P. Iustin Parvu puede considerarse como perfectamente apegada a la enseñanza ortodoxa antigua, resaltándose asimismo la adopción de las formas utilizadas en el Santo Monte Athos para ser practicadas en las distintas expresiones litúrgicas del Monasterio Petru Voda.
He aquí algunas citas extraídas de sus prédicas y entrevistas:
"Las tentaciones son los intentos del maligno de poner sus manos sobre el alma del creyente. Ahí donde los cimientos son débiles, aparece la tentación (...) El hombre debe fortalecerse, entonces, para no caer. Con pan, agua y oración, el hombre puede hacerse fuerte para el camino de la vida..."
"La nación debe ser guiada por la base de los ideales cristianos; por eso el pueblo debe saber cómo elegir sus autoridades (...) El cristianismo y la vida cristiana no son dirigidos por los partidos políticos. La vida cristiana, en su esencia, es conducida de una fuerza de amor, de armonía, de entendimiento, de unidad."
"Así como un camello no puede pasar por el ojo de la aguja, así no pasará el rico por las Puertas del Cielo! La riqueza en sí no es pecado, si ha sido obtenida por medios correctos y si de ella se sirve a muchos; así tampoco la pobreza de por sí no es una virtud, a menos que el individuo la haya elegido para seguir a Cristo. Cuando una embarcación está en peligro de hundirse, ¿qué hace el marinero inteligente? Arroja por la borda todos lo que hay en la nave para salvar la vida! Aquel que no se atreve a arrojar nada, se hunde con todos sus bienes, eligiendo la muerte del cuerpo y del alma."
"El hombre debe creer que puede entender! Con la fe puedes ver mucho más lejos de lo que ves simplemente con la razón. La fe es, entonces, el poder de amar."

"El cristianismo es lucha, es esfuerzo, es ayuno, es oración, es estar en vela, es un despertar permanente."
"La libertad te es preciosa sólo cuando ya la has perdido. O así parece pensar el hombre de ahora. Toda la vida se la pasa buscando ser libre, pero no se da cuenta del don de libertad que ya tiene, hasta que ya es demasiado tarde. La libertad está en el cuerpo, pero también en el corazón. La libertad está en el movimiento, pero también en el pensamiento, en la inteligencia (...) La libertad se conoce en el discernimiento del hombre, en su capacidad de poder elegir entre bien y mal."
"Quien dice la verdad, puede que pierda hoy, pero habrá ganado para la eternidad, porque nada se hace sin conocimiento de Dios."